# Morten Green
Morten Green (* 19. března 1981 Hørsholm) je dánský lední hokejista. Začínal v klubu Rungsted IK (dnes Nordsjælland Cobras). Od roku 1999 působil ve švédské Elitserien v klubech Leksands IF, MODO Hockey a Malmö Redhawks. Od roku 2013 je hráčem německého týmu SERC Wild Wings. Za reprezentaci startoval na třinácti světových šampionátech elitní skupiny, na dvou mistrovství světa v ledním hokeji - divize I a dvou mistrovství světa juniorů v ledním hokeji, od roku 2011 je jejím kapitánem. S 263 reprezentačními starty drží dánský historický rekord.